# Talijanski vrabac
Talijanski vrabac (lat. Passer italiae) je vrsta ptice pjevice iz porodice vrabaca. Velik je kao obični vrabac. Nalazi se u Italiji (osim Sardinije), srednjoj i južnoj Španjolskoj, Grčkoj, jugoistočnoj Francuskoj (uključujući Korziku), južnoj Švicarskoj, jugozapadnoj Austriji i zapadnoj Sloveniji. Nastanjuje naseljena područja, kao što su sela i gradovi. Ptica selica je. 

## Opis
Čelo i vrat su mu boje kestena, kao u običnog vrapca. Obrazi su mu potpuno bijeli (za razliku od običnog vrapca koji ima sivkaste pjege na njima), a ostali dijelovi tijela su prljavobijele boje. Ženka izgleda slično kao i ženka običnog vrapca Talijanski vrabac hrani se kukcima, sjemenkama i plodovima raznih biljaka.

### Razmnožavanje
Gnijezdo najčešće pravi od suhe trave. Ženka postavlja 3-6 jaja. Iz jaja se izlegu mladi ptići za 11-14 dana. Ostaju u gnijezdu s roditeljima oko dva tjedna. 

## Taksonomija
Taksonomija talijanskog vrapca je nesređena. Znanstvenici raspravljaju više od 200 gdje treba biti smješten. Jako nalikuje običnom, ali i španjolskom vrapcu, pa dosta ih smatra da je hibrid te dvije vrste. Tu teoriju je stvorio njemački ornitolog Wilhelm Meise 1936. Dosta njih smatra i da je podvrsta običnog (P. domesticus italiae) ili španjolskog vrapca (P. hispaniolensis italiae). Kako bi se riješile rasprave oko taksonomije, talijanski vrabac je opisan kao zasebna vrsta.         

## Galerija
- Mužjak
- Ženka
- Mladi ptić